# Hikmat Dib
 (mai 2012).
Si vous disposez d'ouvrages ou d'articles de référence ou si vous connaissez des sites web de qualité traitant du thème abordé ici, merci de compléter l'article en donnant les références utiles à sa vérifiabilité et en les liant à la section « Notes et références ».
Pour les articles homonymes, voir Dib.
Hikmat Dib est une personnalité politique libanaise né à Hadath (Baabda) le 16 avril 1956. Membre du Courant patriotique libre dirigé par le Général Michel Aoun. Activiste dans les rangs des jeunes aounistes tout au long des années 1990, il se présente aux élections législatives partielles organisée en 2003 dans la circonscription de Baabda-Aley, à la suite du décès du député et ministre maronite Pierre Hélou.
Il n’est pas élu, mais a néanmoins réalisé un score très honorable, préfigurant la force électorale du Courant patriotique libre.
- Formation: Ingénieur civil, Université St Joseph
- Il a exercé son métier depuis 1980 jusqu’à aujourd’hui
- Il est devenu délégué syndical au sein du syndicat des ingénieurs en 1996. Il devient secrétaire général du syndicat en 1997

## Activités sociales
- Membre fondateur et actif au sein de l’association des droits de l’Homme et du droit de l’individu au Liban, il a suivi des formations et a participé à de nombreux congrès internationaux sur les Droits de l'homme aussi bien à Paris, à Bruxelles qu’à Beyrouth. Il est membre de la fédération internationale des droits de l’Homme de Paris.
- Membre du réseau européen/méditerranéen de Copenhague.
- Il a été élu conseiller à la municipalité de la ville de Hadath en 1996 avant de démissionner en 2003.
- Il est engagé dans la protection de l’environnement et du développement durable.

## Ses actions au sein du Courant Patriotique Libre
- Il est membre de l’exécutif du CPL. Il a présidé la commission des étudiants du Courant Patriotique Libre durant deux ans, de 1996 à 1997.
- Il a organisé la première manifestation à Mar Takla-Hazmieh en 1991 quand le général Michel Aoun était à l’ambassade de France. Il a été emprisonné à plusieurs reprises. La première arrestation de 23 jours s’est déroulée en septembre 1994 partagée entre le ministère de la défense, le tribunal militaire et la prison de Beyrouth. Il a subi la torture et l’humiliation durant les interrogatoires. La seconde fois, c’était en 1997 quand il avait organisé une manifestation de protestation contre le refus de diffusion d’un direct avec le Général Aoun sur une certaine chaîne et la troisième fois le 7 août 2001 où il avait été arrêté 4 jours durant au ministère de la défense et 11 jours à la prison de Roumieh.
- Il a présenté sa candidature à la législature partielle de Baabda-Aley du 14 septembre 2003 où il a obtenu 25 500 voix contre les 27 500 voix pour Henry Hélou supporté par toute la classe politique de l’époque. Il n’est pas élu, mais a néanmoins réalisé un score très honorable, préfigurant la force électorale du Courant patriotique libre.
- Il a présenté également sa candidature à la législature de 2005 dans la circonscription de Baabda-Aley pour le siège maronite sur la liste du Bloc du Changement et de la Réforme où il avait récolté 62 944 voix contre 69 637 voix pour son rival Henry Pierre Hélou, candidat soutenu par l’accord quadripartite.
En 2009, c'est à Baabda qu'il se présente avec succès et entre au parlement pour la première fois.

## LIen externe
- Official Website.